# Hydrastinin
Hydrastinin ist ein Isochinolin-Alkaloid, das durch oxidative Spaltung aus dem Alkaloid Hydrastin, welches in der Kanadischen Orangenwurzel (Hydrastis canadensis) vorkommt, gewonnen werden kann. Hydrastinin selbst wurde in geringen Mengen ebenfalls in dieser Pflanze gefunden. Früher wurde es als Hämostyptikum (blutstillend) verwendet.
Halbsynthetisch kann Hydrastinin durch oxidative Spaltung von Hydrastin-Hydrochlorid mit Salpetersäure in guter Ausbeute erhalten werden.